# Olympische Sommerspiele 2016/Kanu – Zweier-Kajak 500 m (Frauen)
Das Kanu-Rennen der Frauen mit dem Zweier-Kajak über 500 m bei den Olympischen Spielen 2016 wurde vom 15. bis 16. August 2016 in der Lagoa Rodrigo de Freitas ausgetragen.

## Titelträger
| Olympiasiegerinnen | Franziska John / Tina Dietze   | London 2012  |
| Weltmeisterinnen   | Gabriella Szabó / Danuta Kozák | Mailand 2015 |

## Ergebnisse

### Vorlauf

#### Lauf 1
| Platz | Kanutinnen                             | Nation         | Zeit         | Bemerkung  |
| ----- | -------------------------------------- | -------------- | ------------ | ---------- |
| 1     | Gabriella Szabó Danuta Kozák           | Ungarn         | 1:41,092 min | A-Finale   |
| 2     | Karolina Naja Beata Mikołajczyk        | Polen          | 1:41,766 min | Halbfinale |
| 3     | Anastassija Todorowa Inna Hryschtschun | Ukraine        | 1:43,967 min | Halbfinale |
| 4     | Nadseja Ljapeschka Maryna Litwintschuk | Belarus        | 1:44,835 min | Halbfinale |
| 5     | Jelena Anjuschina Kira Stepanowa       | Russland       | 1:45,906 min | Halbfinale |
| 6     | Genevieve Orton Kathleen Fraser        | Kanada         | 1:46,148 min | Halbfinale |
| 7     | Alyssa Bull Alyce Wood                 | Australien     | 1:46,933 min | Halbfinale |
| 8     | Lani Belcher Angela Hannah             | Großbritannien | 1:53,948 min | Halbfinale |

#### Lauf 2
| Platz | Kanutinnen                          | Nation      | Zeit         | Bemerkung  |
| ----- | ----------------------------------- | ----------- | ------------ | ---------- |
| 1     | Franziska John Tina Dietze          | Deutschland | 1:42,184 min | A-Finale   |
| 2     | Ren Wenjun Ma Qing                  | China       | 1:44,491 min | Halbfinale |
| 3     | Natalja Sergejewa Irina Podoinikowa | Kasachstan  | 1:45,369 min | Halbfinale |
| 4     | Amalie Thomsen Ida Villumsen        | Dänemark    | 1:46,246 min | Halbfinale |
| 5     | Nikolina Moldovan Milica Novaković  | Serbien     | 1:46,410 min | Halbfinale |
| 6     | Yvonne Schuring Ana Roxana Lehaci   | Österreich  | 1:46,429 min | Halbfinale |
| 7     | Karin Johansson Sofia Paldanius     | Schweden    | 1:46,456 min | Halbfinale |

### Halbfinale

#### Lauf 1
| Platz | Kanutinnen                             | Nation     | Zeit         | Bemerkung |
| ----- | -------------------------------------- | ---------- | ------------ | --------- |
| 1     | Nadseja Ljapeschka Maryna Litwintschuk | Belarus    | 1:42,285 min | A-Finale  |
| 2     | Anastassija Todorowa Inna Hryschtschun | Ukraine    | 1:43,363 min | A-Finale  |
| 3     | Alyssa Bull Alyce Wood                 | Australien | 1:44,290 min | A-Finale  |
| 4     | Yvonne Schuring Ana Roxana Lehaci      | Österreich | 1:44,462 min | B-Finale  |
| 5     | Ren Wenjun Ma Qing                     | China      | 1:44,780 min | B-Finale  |
| 6     | Nikolina Moldovan Milica Novaković     | Serbien    | 1:46,008 min | B-Finale  |

#### Lauf 2
| Platz | Kanutinnen                          | Nation         | Zeit         | Bemerkung |
| ----- | ----------------------------------- | -------------- | ------------ | --------- |
| 1     | Karolina Naja Beata Mikołajczyk     | Polen          | 1:41,684 min | A-Finale  |
| 2     | Jelena Anjuschina Kira Stepanowa    | Russland       | 1:42,439 min | A-Finale  |
| 3     | Natalja Sergejewa Irina Podoinikowa | Kasachstan     | 1:43,577 min | A-Finale  |
| 4     | Karin Johansson Sofia Paldanius     | Schweden       | 1:44,090 min | B-Finale  |
| 5     | Genevieve Orton Kathleen Fraser     | Kanada         | 1:45,351 min | B-Finale  |
| 6     | Amalie Thomsen Ida Villumsen        | Dänemark       | 1:47,476 min | B-Finale  |
| 7     | Lani Belcher Angela Hannah          | Großbritannien | 1:49,285 min | B-Finale  |

### Finale

#### B-Finale
Anmerkung: Gefahren wurde hier um die Plätze neun bis fünfzehn, das heißt, die Siegerinnen des B-Finales, Karin Johansson und Sofia Paldanius, wurden insgesamt Neunte usw.
| Platz | Kanutinnen                         | Nation         | Zeit         | Bemerkung |
| ----- | ---------------------------------- | -------------- | ------------ | --------- |
| 1     | Karin Johansson Sofia Paldanius    | Schweden       | 1:47,207 min |           |
| 2     | Nikolina Moldovan Milica Novaković | Serbien        | 1:48,146 min |           |
| 3     | Yvonne Schuring Ana Roxana Lehaci  | Österreich     | 1:48,834 min |           |
| 4     | Amalie Thomsen Ida Villumsen       | Dänemark       | 1:48,846 min |           |
| 5     | Genevieve Orton Kathleen Fraser    | Kanada         | 1:49,389 min |           |
| 6     | Ren Wenjun Ma Qing                 | China          | 1:51,582 min |           |
| 7     | Lani Belcher Angela Hannah         | Großbritannien | 1:54,193 min |           |

#### A-Finale
| Platz | Kanutinnen                             | Nation      | Zeit         | Bemerkung |
| ----- | -------------------------------------- | ----------- | ------------ | --------- |
| 1     | Gabriella Szabó Danuta Kozák           | Ungarn      | 1:43,687 min |           |
| 2     | Franziska John Tina Dietze             | Deutschland | 1:43,738 min |           |
| 3     | Karolina Naja Beata Mikołajczyk        | Polen       | 1:45,207 min |           |
| 4     | Anastassija Todorowa Inna Hryschtschun | Ukraine     | 1:45,868 min |           |
| 5     | Jelena Anjuschina Kira Stepanowa       | Russland    | 1:46,319 min |           |
| 6     | Nadseja Ljapeschka Maryna Litwintschuk | Belarus     | 1:46,967 min |           |
| 7     | Natalja Sergejewa Irina Podoinikowa    | Kasachstan  | 1:48,361 min |           |
| 8     | Alyssa Bull Alyce Wood                 | Australien  | 1:51,915 min |           |